# Lambert Noos
Lambert Noos (Brugge, 19 juli 1804 - Sint-Gillis bij Brussel, 22 januari 1871) was een Belgisch kunstschilder.

## Levensloop
Noos werd geboren in de Sint-Gilliskoorstraat. Zijn ouders waren Jacques Noos (°1774) en Isabelle Berton (°1774) die een gezin met zeven kinderen kregen. Vader Noos was schrijnwerker, werkzaam voor de stadsschouwburg waar hij decors maakte.
Lambert liep school aan de Brugse Kunstacademie. Hij werd weldra ingezet om met zijn vader in de schouwburg te werken.  
Daarnaast was hij een zorgvuldig schilder van landschappen en vooral van Brugse stadsgezichten. Verschillende ervan zijn aanwezig in de stadscollecties of in die van Bruggelingen.
Om onbekende redenen verhuisde hij in 1869 naar Sint-Gillis, waar hij na een korte ziekte overleed.